# Église Saint-Pierre de Heppenheim
 (octobre 2018).
Si vous disposez d'ouvrages ou d'articles de référence ou si vous connaissez des sites web de qualité traitant du thème abordé ici, merci de compléter l'article en donnant les références utiles à sa vérifiabilité et en les liant à la section « Notes et références ».
Pour les articles homonymes, voir Église Saint-Pierre.
L'église Saint-Pierre (Pfarrkirche St. Peter) est une église catholique située à Heppenheim en Allemagne et inscrite à la liste des monuments historiques protégés. C'est l'église paroissiale principale de la ville. Elle est parfois surnommée le dôme (cathédrale) de la Bergstrasse.

## Historique

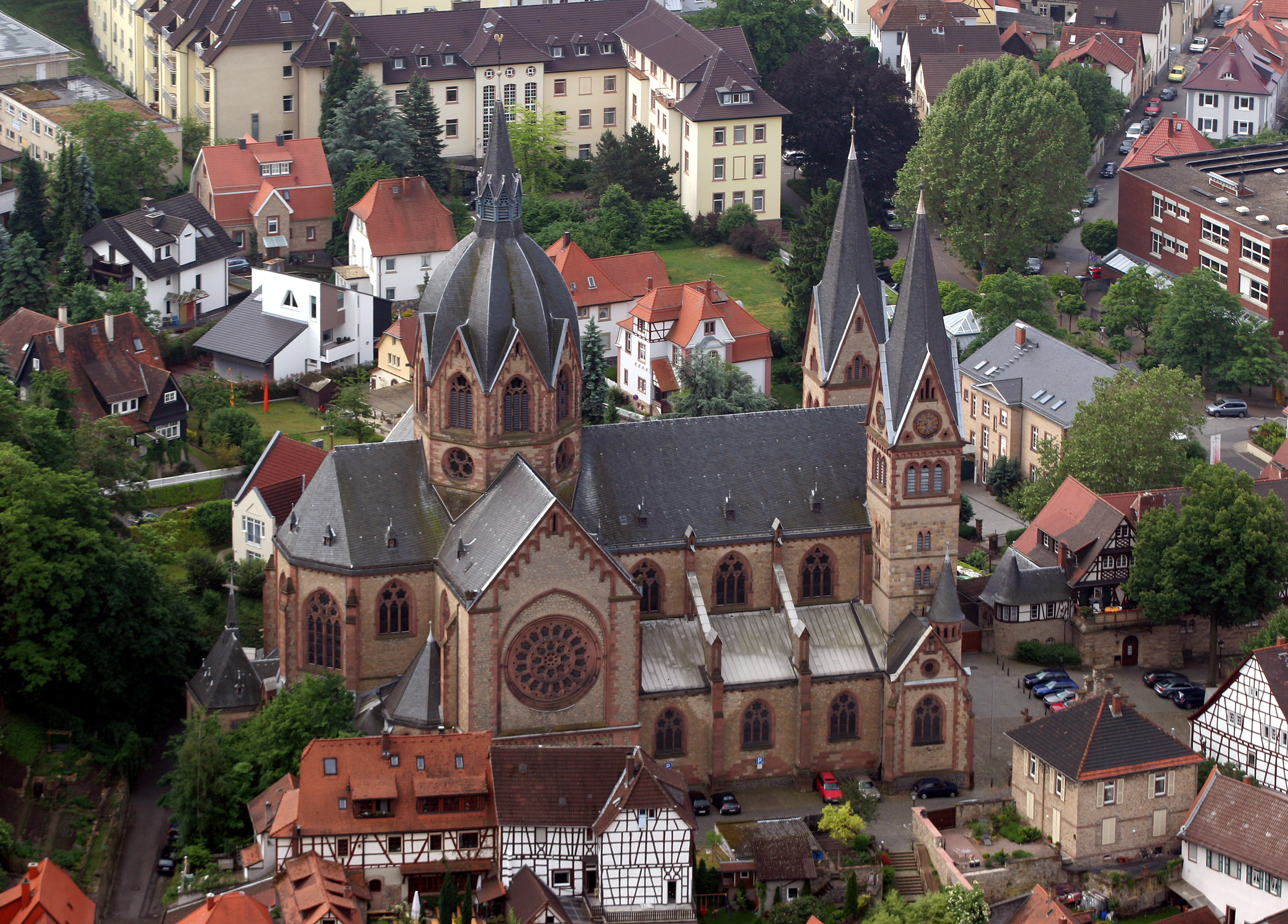
Vue aérienne de l'église au centre de la vieille ville

L'église est construite de 1900 à 1904 et consacrée à saint Pierre, le 1er août 1904, par Mgr Kirstein, évêque de Mayence. Cependant son histoire est plus ancienne, puisqu'elle date du VIIIe siècle à l'époque de l'évangélisation de la contrée. Une première église est construite en 755 par les Francs qui ont fait construire un donjon circulaire au début de ce siècle, à l'emplacement actuel du grand marché. La paroisse dépend de 773 à 1232 de l'abbaye de Lorsch, dont le prince-évêque est un personnage puissant. Diverses constructions se succèdent. Les fondations de la tour nord datent de 1100 environ. Une spolia de l'époque romane subsiste en la qualité d'un chapiteau sculpté de l'ancienne sacristie que l'on peut encore admirer aujourd'hui. Une sculpture de la Vierge Marie de la fin du XIIIe siècle en pierre calcaire date également de l'ancienne église et se trouve dans la nef nord.
L'église est agrandie plusieurs fois jusqu'au XVe siècle, mais elle est gravement endommagée par l'invasion française de 1693. Les travaux de restauration débutent en 1698. Le clocher et le chœur demeurent inchangés, mais la nef de l'église avec son vaisseau est reconstruite et allongée à l'ouest. La nef et les deux bas-côtés sont dominés par des arcs en forme de croix.
Il est décidé de reconstruire l'église à la fin du XIXe siècle, car elle avait souffert d'incendies au siècle précédent et elle était en mauvais état. On fait appel à Ludwig Becker, architecte en chef de la Cathédrale Saint-Martin de Mayence, qui présente en 1886 le plan d'une basilique avec un vaisseau, une crypte et une tour ouest monumentale, le tout en style néo-gothique. Les travaux débutent en 1900 ; mais les plans de Becker sont modifiés, car la tour médiévale doit être conservée et consolidée. Les ornements sont en grès rouge provenant du Palatinat.

## Dimensions
- Longueur : 50,85 mètres
- Largeur : 33 mètres (nef : 28 mètres)
- Profondeur du chœur : 11,80 mètres
- Profondeur des bas-côtés : 5,12 mètres
- Hauteur de la nef : 18,30 mètres
- Hauteur des bas-côtés : 8,90 mètres
- Hauteur de la coupole : 60,40 mètres
- Hauteur du clocher : 49,50 mètres

## Source
- (de) Cet article est partiellement ou en totalité issu de l’article de Wikipédia en allemand intitulé « St. Peter (Heppenheim) » (voir la liste des auteurs).